# Billy Darnell
Billy Darnell (Camden (New Jersey), 25 februari 1926 - Maple Shade Township (New Jersey), 7 september 2007) was een Amerikaans professioneel worstelaar die vooral bekend was in de jaren 1940 en 1950 en worstelde vooral voor de National Wrestling Alliance en World Wide Wrestling Federation.

## Prestaties
- Cauliflower Alley Club
  - Other honoree (2004)

- National Wrestling Alliance
  - Regionaal
    - NWA World Tag Team Championship (Chicago & Indianapolis version; 2 keer: met Bill Melby)
    - NWA World Tag Team Championship (Los Angeles version; 1 keer: met Sandor Szabo)

- Midwest Wrestling Association
  - Ohio Heavyweight Championship (2 keer)
  - Ohio Tag Team Championship (1 keer: met Rocco Columbo)

- World Wrestling Association (Los Angeles)
  - WWA International Television Tag Team Championship (1 keer: met Sandor Szabo)

- Professional Wrestling Hall of Fame and Museum
  - 2007 Senator Hugh Farley Award recipient

- Andere titels
  - World Heavyweight Championship (Jack Pfeffer version)